# Alanen Heikinjärvi
Alanen Heikinjärvi är en sjö i Övertorneå kommun i Norrbotten och ingår i Torneälvens huvudavrinningsområde. Sjön har en area på 0,0542 kvadratkilometer och ligger 194 meter över havet.

## Delavrinningsområde
Alanen Heikinjärvi ingår i det delavrinningsområde (739977-183837) som SMHI kallar för Namn saknas. Medelhöjden är 211 meter över havet och ytan är 8,07 kvadratkilometer. Det finns inga avrinningsområden uppströms utan avrinningsområdet är högsta punkten. Kannusjoki som avvattnar avrinningsområdet har biflödesordning 3, vilket innebär att vattnet flödar genom totalt 3 vattendrag innan det når havet efter 108 kilometer. Avrinningsområdet består mestadels av skog (82 procent). Avrinningsområdet har 0,33 kvadratkilometer vattenytor vilket ger det en sjöprocent på 4 procent.